# Pašková (district de Rožňava)
Pašková est un village de Slovaquie situé dans la région de Košice.

## Histoire
La première mention écrite du village en 1318.
La localité fut annexée par la Hongrie après le premier arbitrage de Vienne le 2 novembre 1938. En 1938, on comptait 440 habitants dont 7 d'origine juive. Elle faisait partie du district de Rožňava (hongrois : Rozsnyói járás). Le nom de la localité avant la Seconde Guerre mondiale était Pašková/Páskaháza. Durant la période 1938 - 1945, le nom hongrois Páskaháza était d'usage. À la libération, la commune a été réintégrée dans la Tchécoslovaquie reconstituée.

## Démographie

### Évolution de la population
| Année:               | 1994. | 2004.   | 2014.    | 2024.   |
| -------------------- | ----- | ------- | -------- | ------- |
| Nombre de personnes: | 274   | 286     | 340      | 335     |
| Différence:          |       | +4,37 % | +18,88 % | -1,47 % |

| Année:               | 2023. | 2024.   |
| -------------------- | ----- | ------- |
| Nombre de personnes: | 339   | 335     |
| Différence:          |       | -1,17 % |